# 東大川
東大川（ひがしおおかわ）は、諫早市街地の西部を流れて大村湾最奥部へ注ぐ二級河川である。流域は長崎県諫早市に属するが、下流北側は大村市にも属する。諫早市では本明川に次ぐ河川規模をもつ。
河口の津水町は、江戸期に諫早藩（佐賀藩支藩）の貿易拠点「津水港」が作られて栄えた歴史がある。西に接して流れる西大川（延長1.8km・流域面積5.1km²）と対をなして「東大川」と呼ばれる。

## 流域
本流は諫早市飯盛町の北にある八天岳（標高297m）北麓を水源とし、丘陵地を北へ流れる。上・中流域は谷に沿って水田が多く作られている。西から合流する支流の楠原川には昭和61年（1986年）に土師野尾ダム（はじのおだむ）が作られた。
下流域は川幅が広いが、両岸とも高さ数mの護岸で固められている。西側に貝津町の工業団地、東側に西諫早ニュータウンがあり、国道34号と長崎本線が架橋される。
津水町を過ぎると、北部の諫早市真崎町および大村市今村町方面からの支流が合流する。諫早市横島と大村市溝陸（みぞろく）の境をなし、長崎県道37号大村貝津線と長崎自動車道の架橋をくぐり抜けて大村湾最奥部へ注ぐ。
下流は諫早市街地に組みこまれた都市部で、海水の交換が少ない大村湾最奥部ということもあり水質は悪い。しかし陸域の両岸まで丘陵地が迫る地形もあって自然もある程度残っている。

### ダム
土師野尾ダム
支流の楠原川に昭和61年（1986年）に作られた多目的ダム。堤高31.5m・堤頂長160m・流域面積1.3km²・総貯水量109万t（有効貯水量105万t）の重力式コンクリートダム。

## 河口域の歴史
江戸時代の大村湾沿岸は、北岸が平戸藩領で残りはほとんど大村藩領だった。しかし大村湾南東部の喜々津・真津山周辺は佐賀藩支藩である諫早藩の領地だった。
諫早藩は諫早湾側にある光江津の他に、大村湾を通る航路によっても北九州との交易を行っていた。大村湾に面した東大川河口の津水町周辺がその貿易拠点「津水港」となった。当時は堂崎・小路・中町・波止崎・北の崎・新町といった町割りがなされていたが、飲み水は津水町にある熊野神社境内の井戸のみだった。
しかし東大川の堆積作用により津水港の水深が浅くなり、次第に利便性が低下した。さらに河口北側は大村領だったため、停船場を巡って諍いもあった。
東大川の河川改修が行われ、河口に高速道路や鉄道も架橋された現在は、津水町は川沿いの閑静な住宅街である。町内にえびす像が残る以外は、かつての港町の面影はない。
また、西大川・東大川に挟まれた横島には、かつて諫早市内で唯一の海水浴場があった。しかし沿岸の汚染や埋立地造成によって大村湾奥部の水質が悪化し、海水浴場は1970年代に使用禁止となって現在に至る。なお現在の諫早市は橘湾岸の結ノ浜や有喜に海水浴場が造成されている。